# Adipate de sodium
L'adipate de sodium est un composé organique de formule Na2C6H8O4. C'est le sel de sodium de l'acide adipique. 
Il est utilisé comme additif alimentaire (régulateur d'acidité) et porte le numéro E356.